# Ignaz Bösendorfer
Ignaz Bösendorfer (Viena, 28 de julio de 1796 - Viena, 14 de abril de 1859) fue un músico austriaco que fundó la compañía de fabricación de pianos L. Bösendorfer Klavierfabrik en Viena en 1828.

## Biografía
Ignaz Bösendorfer nació el 28 de julio de 1796, hijo del carpintero vienés Jakob Bösendorfer y su esposa Martha. A los 19 años de edad, Ignaz comenzó como aprendiz en el taller del constructor de órganos y pianos Joseph Brodmann en Viena.
En 1828, Ignaz Bösendorfer solicitó la licencia comercial para crear su propia empresa de fabricación de pianos, L. Bösendorfer Klavierfabrik. Además, se hizo cargo del negocio de su maestro Brodmann y comenzó a producir instrumentos por cuenta propia.
Por aquella época, Franz Liszt probó un piano Bösendorfer, hecho que dio gran repercusión social a la compañía. En 1830, el Emperador austríaco Fernando I le concedió el título de K. K. Hof- und Kammerklavierverfertiger ("Fabricante de pianos de cámara imperial y de la Corte Real"). En esa época obtuvo numerosas medallas de oro y premios.
Con el aumento de la demanda de sus pianos, Ignaz comenzó a pensar en fundar una nueva fábrica, pero no vivió para ver esta realidad. Murió en 1859 y después de su muerte, su hijo Ludwig le sustituyó al frente de la compañía.